# موسى بارنت
موسى بارنت (بالإنجليزية: Moses Barnett)‏ هو لاعب كرة قدم بريطاني، ولد في 3 ديسمبر 1990 في سيراليون. شارك مع منتخب إنجلترا تحت 16 سنة لكرة القدم ومنتخب إنجلترا تحت 17 سنة لكرة القدم. أما مع النوادي، فقد لعب مع دارلينجتون إف سى ونادي آبريستويث تاون ونادي أرسنال ونادي إيفرتون.

## وصلات خارجية
- موسى بارنت على موقع قاعدة بيانات كرة القدم.إي يو (الإنجليزية)
- موسى بارنت على موقع Soccerbase.com (لاعب) (الإنجليزية)